# Ringelschleichen
Die Ringelschleichen (Anniella) sind eine Gattung der Schuppenkriechtiere (Squamata). Sie stehen allein in der Familie Anniellidae.
Die bis zu 30 Zentimeter langen Tiere ähneln den Blindschleichen. Bei ihnen fehlen jedoch die äußeren Gehöröffnungen und sie haben auch keine Knochenplatten unter ihren Schuppen. Die Beine fehlen. Ihre Augen sind klein und die Lider beweglich. Sie leben tagsüber unter der Erde und kommen  nachts zur Futtersuche an die Oberfläche. Mit der Zunge und seitlichen Wellenbewegungen wühlen sie ihre Gänge in lockerer und sandiger Erde. Ihre Nahrung besteht vorwiegend aus Insekten. 
Ringelschleichen sind lebendgebärend (vivipar). Zwischen September und November bringen die Weibchen ein bis vier Junge zur Welt. Die Geschlechtsreife der Echsen setzt mit etwa drei Jahren ein.

## Arten

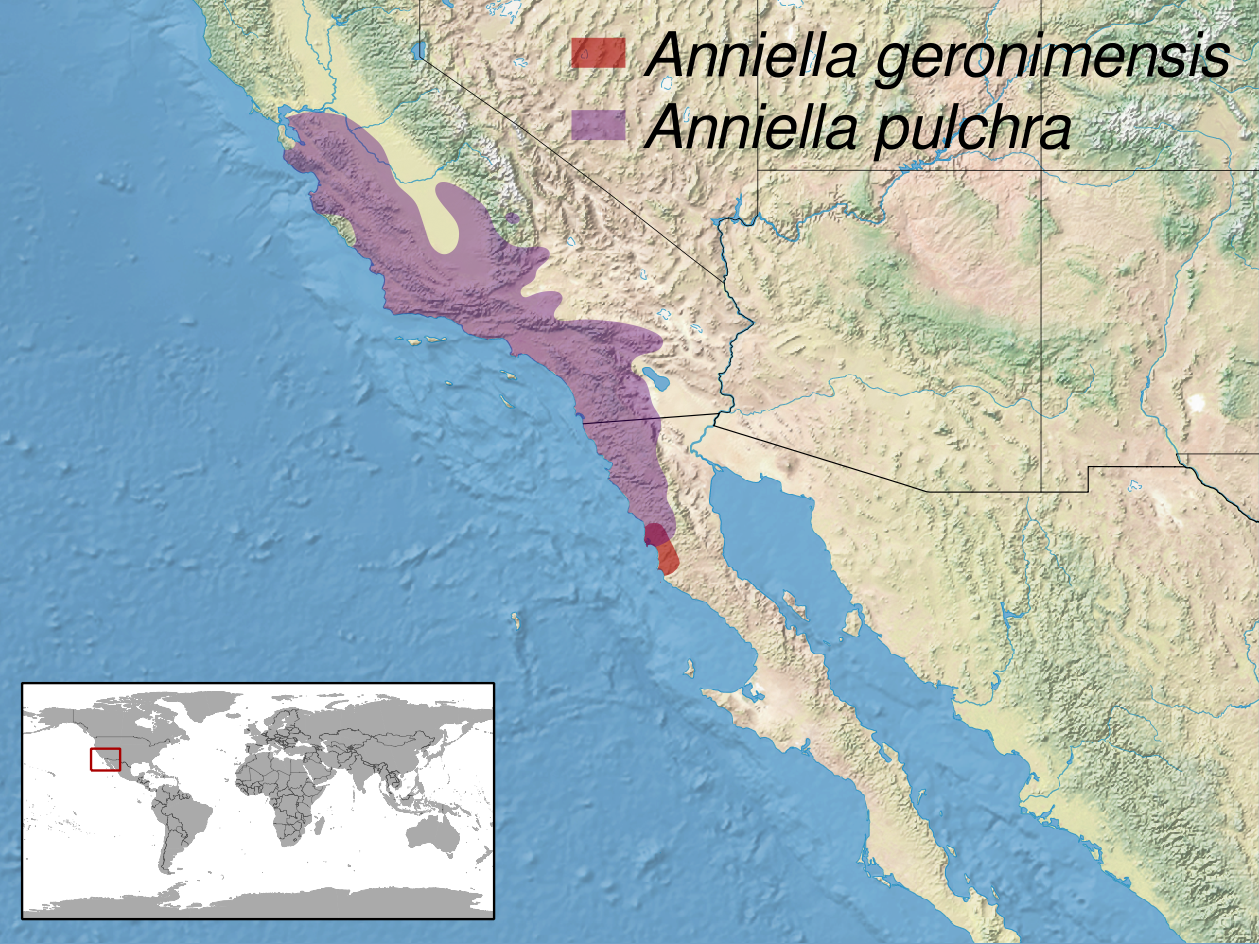
Verbreitungsgebiet

Es gibt sechs Arten, die im US-amerikanischen Bundesstaat Kalifornien und im mexikanischen Bundesstaat Baja California vorkommen. Die Geronimo-Ringelschleiche hat ihren Namen von der von ihr bewohnten Insel San Gerónimo (span.: Isla San Jerónimo) vor der Westküste von Baja California. 
- Anniella alexanderae Papenfuss & Parham, 2013
- Anniella campi Papenfuss & Parham, 2013
- Geronimo-Ringelschleiche (Anniella geronimensis Shaw, 1940)
- Anniella grinnelli Papenfuss & Parham, 2013
- Kalifornische Ringelschleiche (Anniella pulchra Gray, 1852)
- Anniella stebbinsi Papenfuss & Parham, 2013